# Siniša Saničanin
Siniša Saničanin (Prijedor, Republika Srpska, Bosnia y Herzegovina, 24 de abril de 1995) es un futbolista serbobosnio que juega en la demarcación de defensa para el Diósgyőri VTK de la Nemzeti Bajnokság I.

## Selección nacional
Tras jugar con la selección de fútbol sub-19 de Bosnia y Herzegovina y con la sub-21, finalmente debutó con la selección absoluta el 4 de septiembre de 2020. Lo hizo en un partido de la Liga de Naciones de la UEFA contra Italia que finalizó con un resultado de empate a uno tras el gol de Edin Džeko para Bosnia, y de Stefano Sensi para Italia.

## Clubes
| Club                 | País                 | Año       | Partidos | Goles |
| -------------------- | -------------------- | --------- | -------- | ----- |
| FK Rudar Prijedor    | Bosnia y Herzegovina | 2012-2015 | 28       | 1     |
| FK Borac Banja Luka  | Bosnia y Herzegovina | 2015-2016 | 20       | 1     |
| FK Mladost Lučani    | Serbia               | 2016-2017 | 41       | 2     |
| FK Vojvodina         | Serbia               | 2017-2021 | 110      | 3     |
| Partizán de Belgrado | Serbia               | 2021-2024 | 75       | 2     |
| Diósgyőri VTK        | Hungría              | 2024-     | 30       | 2     |

## Palmarés

### Campeonatos nacionales
| Título         | Club         | País   | Año  |
| -------------- | ------------ | ------ | ---- |
| Copa de Serbia | FK Vojvodina | Serbia | 2020 |